# Arielle Gold
Arielle Gold (ur. 4 maja 1996 w Steamboat Springs) – amerykańska snowboardzistka, mistrzyni świata, brązowa medalistka olimpijska.

## Kariera
Po raz pierwszy na arenie międzynarodowej pojawiła się 8 lutego 2010 roku w Copper Mountain, gdzie w zawodach FIS Race zajęła siódme miejsce w halfpipe'ie. W 2012 roku wystąpiła na mistrzostwach świata juniorów w Sierra Nevada, zdobywając złoty medal w tej samej konkurencji. W tym samym roku brała też udział w igrzyskach olimpijskich młodzieży w Innsbrucku, gdzie zajęła drugie miejsce w halfpipe’ie i slopestyle'u.
W zawodach Pucharu Świata zadebiutowała 28 sierpnia 2011 roku w Cardronie, zajmując ósme miejsce w halfpipe’ie. Tym samym już w swoim debiucie wywalczyła pierwsze pucharowe punkty. Na podium zawodów tego cyklu po raz pierwszy stanęła 1 lutego 2013 roku w Park City, kończąc rywalizację drugiej pozycji. W zawodach tych rozdzieliła Chinkę Liu Jiayu i swą rodaczkę, Kaitlyn Farrington. Najlepsze wyniki osiągnęła w sezonie 2014/2015, kiedy to zajęła szóste miejsce w klasyfikacji generalnej AFU, w klasyfikacji halfpipe’a była druga.
W 2013 roku zdobyła złoty medal na mistrzostwach świata w Stoneham, wyprzedzając Holly Crawford z Australii i Francuzkę Sophie Rodriguez. Rok później pojechała na igrzyska olimpijskie w Soczi, jednak w trakcie treningu doznała kontuzji i nie przystąpiła do zmagań olimpijskich. Była też piąta podczas mistrzostw świata w Sierra Nevada w 2017 roku.
W 2018 roku zdobyła brązowy medal olimpijski podczas igrzysk w Pjongczangu.

## Osiągnięcia

### Igrzyska olimpijskie
| Miejsce | Dzień     | Rok  | Miejscowość | Konkurencja | Zwyciężczyni       |
| ------- | --------- | ---- | ----------- | ----------- | ------------------ |
| DNS     | 12 lutego | 2014 | Soczi       | Halfpipe    | Kaitlyn Farrington |
| 3.      | 13 lutego | 2018 | Pjongczang  | Halfpipe    | Chloe Kim          |

### Mistrzostwa świata
| Miejsce | Dzień       | Rok  | Miejscowość   | Konkurencja | Zwyciężczyni |
| ------- | ----------- | ---- | ------------- | ----------- | ------------ |
| 1.      | 20 stycznia | 2013 | Stoneham      | Halfpipe    | -            |
| 5.      | 11 marca    | 2017 | Sierra Nevada | Halfpipe    | Cai Xuetong  |
| 5.      | 8 lutego    | 2019 | Park City     | Halfpipe    | Chloe Kim    |

### Puchar Świata

#### Miejsca w klasyfikacji generalnej
- - AFU[2]
- sezon 2011/2012: 17.
- sezon 2012/2013: 6.
- sezon 2013/2014: 14.
- sezon 2014/2015: 6.
- sezon 2015/2016: 58.
- sezon 2016/2017: 30.
- sezon 2017/2018: 30.

#### Miejsca na podium w zawodach
1. Park City – 1 lutego 2013 (halfpipe) - 2. miejsce
2. Copper Mountain – 21 grudnia 2013 (halfpipe) - 2. miejsce
3. Copper Mountain – 6 grudnia 2014 (halfpipe) - 2. miejsce
4. Park City – 1 marca 2015 (halfpipe) - 2. miejsce
5. Laax – 21 stycznia 2017 (halfpipe) - 2. miejsce
6. Laax – 19 stycznia 2019 (halfpipe) - 3. miejsce